# D'amore d'autore
D'amore d'autore è il trentunesimo album in studio del cantante italiano Gianni Morandi, pubblicato il 17 novembre 2017 dalla Sony Music. E il quarantesimo album della sua carriera (ha inciso sei album dal vivo).

## Il disco
Il disco è composto da nove brani, di cui otto inediti rappresentato da Lorenzo Cherubini (Jovanotti), e una cover, rappresentata da Onda su onda di Paolo Conte, cantata in duetto con Fiorella Mannoia.
Gli artisti che hanno partecipato al disco in qualità di autori sono Luciano Ligabue (per il singolo Dobbiamo fare luce), Ivano Fossati, Giuliano Sangiorgi (Negramaro), Elisa, Ermal Meta, Tommaso Paradiso (Thegiornalisti), Levante e Paolo Simoni.
L'album è stato registrato allo Zoo Studio di Correggio, missato al Pinaxa Studio di Milano e masterizzato al Miami Mastering.

## Promozione
L'album è stato anticipato dal singolo Dobbiamo fare luce pubblicato il 6 ottobre 2017, mentre il rispettivo video è stato pubblicato il giorno dopo su YouTube. Il 12 gennaio 2018 giunge nelle radio il secondo singolo Una vita che ti sogno scritto da Tommaso Paradiso.
Dal 24 febbraio partirà la tournée promozionale del disco: Gianni Morandi Tour 2018 “d’amore d’autore”.

## Tracce
1. Ultraleggero – 4:44 (testo: Ivano Fossati)
2. Dobbiamo fare luce – 3:57 (testo: Luciano Ligabue – musica: Luca Miniero)
3. Una vita che ti sogno – 3:35 (testo: Tommaso Paradiso – musica: Dario Faini)
4. Mediterraneo – 3:51 (testo: Levante – musica: Dario Faini)
5. Che meraviglia sei – 4:39 (testo: Giuliano Sangiorgi)
6. Se ti sembra poco – 4:08 (testo: Elisa)
7. Lettera – 3:31 (testo: Paolo Simoni)
8. Un solo abbraccio – 3:39 (testo: Ermal Meta – musica: Matteo Buzzanca)
9. Onda su onda (con Fiorella Mannoia) – 3:28 (testo: Paolo Conte)

Durata totale: 35:32

### Edizione vinile
Lato A
1. Ultraleggero – 4:44 (testo: Ivano Fossati)
2. Dobbiamo fare luce – 3:57 (testo: Luciano Ligabue)
3. Una vita che ti sogno – 3:35 (testo: Tommaso Paradiso)
4. Mediterraneo – 3:51 (testo: Levante)
5. Che meraviglia sei – 4:39 (testo: Giuliano Sangiorgi)

Durata totale: 20:46
Lato B
1. Se ti sembra poco – 4:08 (testo: Elisa)
2. Lettera – 3:31 (testo: Paolo Simoni)
3. Un solo abbraccio – 3:39 (testo: Ermal Meta)
4. Onda su onda (con Fiorella Mannoia) – 3:28 (testo: Paolo Conte)

Durata totale: 14:46

## Formazione
- Gianni Morandi – voce
- Lorenzo Cherubini (Jovanotti) - cori
- Max Cottafavi – chitarra
- Osvaldo Di Dio – chitarra
- Luciano Luisi – tastiera, programmazione, basso, chitarra
- Davide Brambilla – fisarmonica, tromba
- Alberto Paderni – batteria